# Artigues (Var)
Artigues – miejscowość i gmina we Francji, w regionie Prowansja-Alpy-Lazurowe Wybrzeże, w departamencie Var.
Według danych na rok 1990 gminę zamieszkiwało 112 osób, a gęstość zaludnienia wynosiła 4 osoby/km² (wśród 963 gmin regionu Prowansja-Alpy-W. Lazurowe Artigues plasuje się na 685. miejscu pod względem liczby ludności, natomiast pod względem powierzchni na miejscu 363.).